# 朝鲜海苔
朝鲜海苔（韓語：김），指朝鲜半岛的紫菜属食用海藻。它类似于在日本用于制作寿司的紫菜，但在韩国常用于紫菜包饭。
其最大的特色是，不同於日式海苔（即一般的海苔），朝鮮海苔通常較薄，凹凸不平且帶有坑洞，且兩者調味的方式不同，日式海苔通常不調味，或是使用醬油調味（即味付海苔），而朝鮮海苔只有在要食用的時候會抹上少許鹽與芝麻油（或紫苏籽油）。